# 杨斯密

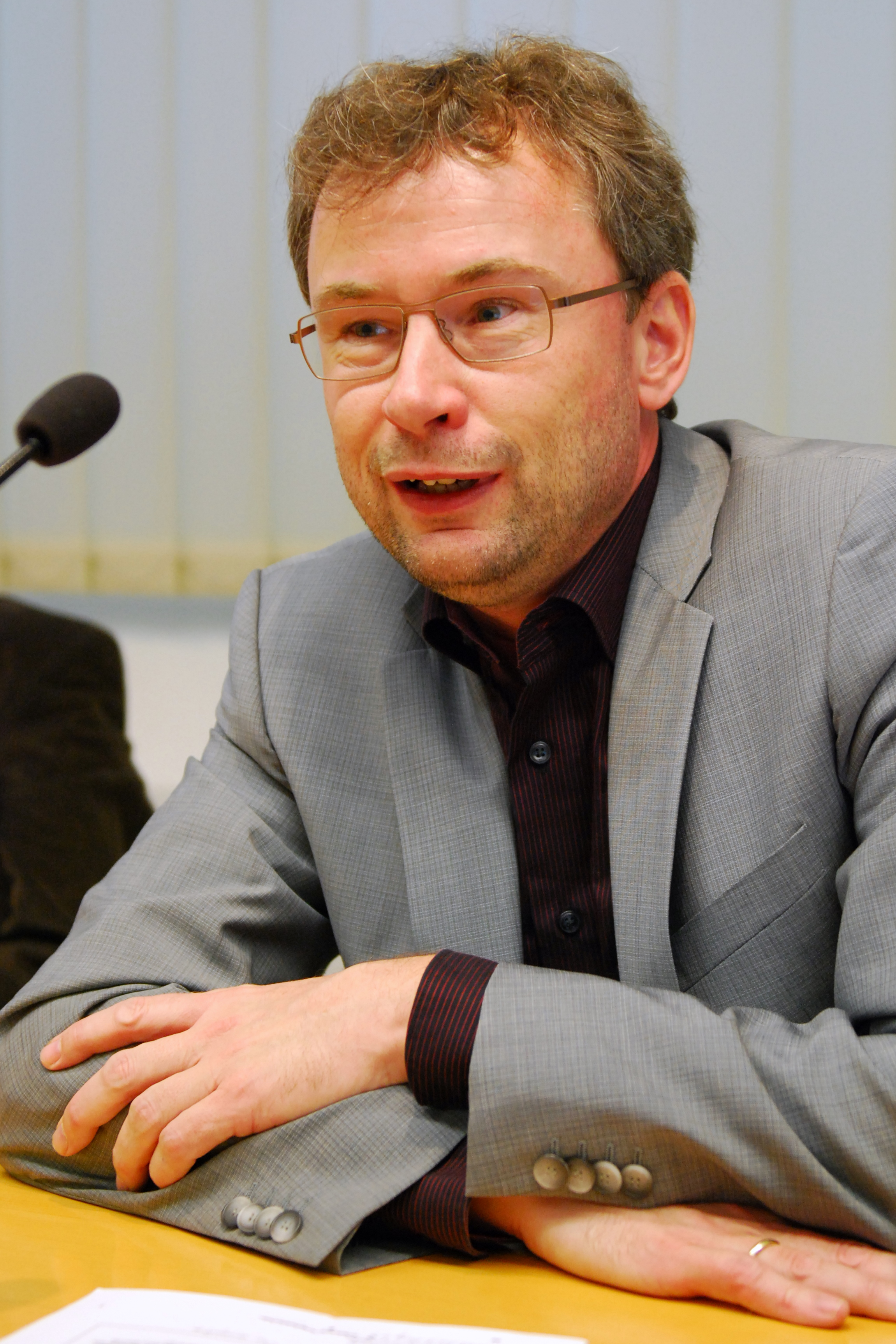
Jan Smits (2011)

杨斯密（荷蘭語：Jan M. Smits）是荷兰蒂尔堡大学学院欧洲私法、比较法学教授，蒂尔堡国际比较法研究中心主任。1995年获荷兰莱顿大学法学博士学位。1996年任教于蒂尔堡大学。1996年至1999年担任荷兰马斯特里赫特大学法学院副教授。1999年担任马斯特里赫特大学法学院副院长、欧洲私法学术带头人。2008年受聘于荷兰蒂尔堡大学欧洲私法学术带头人、校理事会成员、蒂尔堡国际比较法研究中心主任。同时受聘于比利时鲁汶大学、列日大学、美国路易斯安那州立大学客座教授，阿姆斯特丹上诉法院荣誉法官。